# Agence nationale de la sécurité sanitaire
L'Agence nationale de la sécurité sanitaire abrégée en ANSS est un établissement public à caractère administratif guinéen créé le 4 juillet 2016 et placé sous la tutelle du ministère chargé de la santé.
Le président du conseil d'administration est nommé par décret du président de la République,,.

## Histoire

### Historique des directeurs
| Identité          | Titre      | Période                     |
| ----------------- | ---------- | --------------------------- |
| Sakoba Keita      | Docteur    | 2016 au 5 décembre 2021     |
| Fode Amara Traoré | Professeur | 5 décembre 2021 à nos jours |

## Missions
Agence Nationale de la Sécurité Sanitaire assure une observation et une surveillance épidémiologique qui lui sert à connaître et à approfondir sa connaissance de l'état de santé de la population afin de mettre en place les politiques de santé les plus adaptées aux besoins, aux problèmes de santé voire pour faire face aux situations sanitaires exceptionnelles.
ANSS réalise, en permanence, une veille sanitaire pour identifier le plus précocement possible les risques sanitaires qui menacent la santé de la population.
Elle participe à la lutte contre les inégalités de santé en mettant en place des stratégies de promotion et de prévention de la santé.
Elle innove en mettant en place des expérimentations sur l'ensemble des territoires.
L'ensemble des missions de l'ANSS s'inscrit dans la misse en place de la politique de promotion de la santé, incluant la prévention, dans tous les milieux en Guinée.

## Organisation
Les départements techniques sont les suivants :
- Le Centre d'opérations d'urgence
- Le Département surveillance intégrée des maladies et réponse
- Le Département communication et mobilisation sociale ;
- Le Département de prise en charge ;
- Le Département logistique.